# Osiedle Tysiąclecia (Prudnik)
Osiedle Tysiąclecia – osiedle mieszkaniowe w Prudniku.
Od strony wschodniej ulica Grunwaldzka oddziela osiedle Tysiąclecia od osiedla Zacisze. Ich granica spotyka się dopiero przy ulicy Azaliowej.
Osiedle powstało w czasach PRL-u.
Nazwa osiedla upamiętnia obchody Tysiąclecia Państwa Polskiego.

## Teren
W skład osiedla Tysiąclecia wchodzą ulice:
- Adama Asnyka
- Akacjowa
- Azaliowa
- Bolesława Prusa
- Jaśminowa
- Józefa Ignacego Kraszewskiego
- Kalinowa
- Marii Skłodowskiej-Curie
- Tysiąclecia
- Władysława Broniewskiego
- Władysława Stanisława Reymonta

## Turystyka
Przez Osiedle Tysiąclecia prowadzi szlak rowerowy:
- Trasa rowerowa PTTK nr 60-c: Prudnik – Prudnik, Osiedle Tysiąclecia – Lipno – Prudnik-Las – Dębowiec – Pokrzywna – Jarnołtówek – Konradów – Głuchołazy – Kolonia Jagiellońska – Gierałcice – Biskupów – Burgrabice – Kijów – Gościce

## Mieszkańcy osiedla
- Stanisław Szozda (1950–2013) – kolarz, dwukrotny wicemistrz olimpijski, pięciokrotny medalista mistrzostw świata